# Сочча
Сочча (фр. Soccia, корс. A Soccia) — коммуна во Франции, находится в регионе Корсика. Департамент коммуны — Южная Корсика. Входит в состав кантона Севи-Сорру-Чинарка. Округ коммуны — Аяччо.
Код INSEE коммуны — 2A282.

## Население
Население коммуны на 2008 год составляло 139 человек.
| 1962 | 1968 | 1975 | 1982 | 1990 | 1999 | 2008 |
| ---- | ---- | ---- | ---- | ---- | ---- | ---- |
| 261  | 284  | 222  | 172  | 143  | 121  | 139  |

## Экономика
В 2007 году среди 56 человек в трудоспособном возрасте (15—64 лет) 26 были экономически активными, 30 — неактивными (показатель активности — 46,4 %, в 1999 году было 47,5 %). Из 26 активных работали 25 человек (15 мужчин и 10 женщин), безработным был 1 мужчина. Среди 30 неактивных 2 человека были учениками или студентами, 21 — пенсионерами, 7 были неактивными по другим причинам.